# Cecilia Suárez
María Cecilia Suárez De Garay, född den 22 november 1971 i Tampico, Tamaulipas, är en mexikansk skådespelare. Hon har medverkat i en mängd film- och TV-produktioner.

## Barndom, familj
I staden Tampico fanns ingen teater, och hennes föräldrar ville inte att hon skulle leka teater som barn; de ansåg inte att det var bra för henne. Hon har tre systrar, och en av dem är regissören Mafer Suárez; hennes far heter Engino "Ben" och hennes mor heter Elena. Suárez familj härstammar också från Asturien i Spanien, och har även spanskt medborgarskap efter farfadern, en asturier som emgirerade till Mexiko.

## Karriär
Suárez började på teaterlinjen vid Illinois State University 1991 och tog där examen 1995 med högsta betyg. 
Sin långfilmsdebut gjorde Suárez 1999 i Sexo, pudor y lágrimas (ungefär "Sex, skam och tårar").
Hon blev 2008 nominerad till en Emmy i internationella klassen för TV-serien Capadocia. För filminsatser blev hon nominerad till Ariel Award (det främsta mexikanska filmpriset) 2008 för bästa huvudroll i Bakom blå ögonlock och 2015 för bästa biroll i Las oscuras primaveras. För Bakom blå ögonlock vann hon dessutom priset som bästa skådespelare vid Lleida Latin-American Film Festival. Därutöver har hon vunnit flera andra filmpriser.
Suárez har varit tillsammans med skådespelaren Gael García Bernal och 2009–2010 med skådespelaren Osvaldo de León, med vilken hon har sonen Teo De León Suárez.

## Filmografi (i urval)
- 1997 – Table Dance (TV)
- 1999 – Sexo, pudor y lágrimas
- 2000 – Todo el poder
- 2002 – Moctezuma's Revenge
- 2003 – Dreaming of Julia
- 2004 – Spanglish
- 2005 – The Three Burials of Melquiades Estrada
- 2007 – Bakom blå ögonlock
- 2007 – The Air I Breathe
- 2008 – Cinco días sin Nora
- 2010 – Hidalgo – La historia jamás contada
- 2014 – Las oscuras primaveras

## TV (i urval)
- 2000 – Todo por amor (TV-serie)
- 2002 – For the People (TV-serie)
- 2007 – Boston Legal (TV-serie) (1 avsnitt)
- 2008 – Capadocia (TV-serie)
- 2009 – Medium (TV-serie) (1 avsnitt)
- 2018 – La casa de las flores (TV-serie) (huvudkaraktär)